# От сердца к сердцу
«От сердца к сердцу» (яп. 胸より胸に, мунэ ёри мунэ ни; англ. From Heart to Heart) — японский чёрно-белый фильм-драма режиссёра Миёдзи Иэки, вышедший на экран в 1955 году. В киноленте, поставленной на основе произведения Дзюна Таками показана трагическая история юной танцовщицы в тяжёлые послевоенные годы. 

## Сюжет
Сидзуко Миядзима, потерявшая близких во время войны, при помощи трубача Мацуо Ёсиуэ устраивается танцовщицей в Асакусе. Однажды она встречается с доцентом университета Тосихико Хатано, а он в свою очередь знакомит Сидзуко с Дзюкити Кусакой, который когда-то бросил любящую его танцовщицу. Теперь Дзюкити Кусака женат на богатой женщине, которой он побаивается. Его старая возлюбленная Юко Уэмура стала хозяйкой ресторана в Асакусе. Сидзуко — её близкая подруга. Но в жизни Сидзуко скоро наступает перемена. Тосихико Хатано бросает её, Сидзуко сходится с Мацуо Ёсиуэ, выступает в стриптиз-шоу. Да, Ёсиуэ стал холоден с ней. Сидзуко больше не может вынести такой жизни. Она навещает свою старую подругу Харуэ, работающую на небольшом заводике. Здесь она видит, какой здоровой жизнью живут люди труда. Сидзуко решает порвать с Ёсиуэ. Но случилось иначе. Происходит ссора с Ёсиуэ, во время которой Сидзуко падает с лестницы и разбивается насмерть.

## В ролях
- Инэко Арима — Сидзуко Миядзима
- Минору Оки — Мацуо Ёсиуэ
- Котаро Томита — Тосихико Хатано
- Цутому Симомото — Дзюкити Кусака
- Кадзуко Ямамото — Таэко Кусака
- Мицуко Мито — Юко Уэмура
- Ёсико Куга — Харуэ Кавадзоэ
- Дайскэ Като — Хадзама
- Кумико Дзё — Рурико
- Такэтоси Найто — таксист
- Фукуко Саё — Кунико, мать Хатано
- Ясуми Хара — Усами, директор
- Рурико Хитами — жена Хадзамы

## Премьеры
- — национальная премьера фильма состоялась 6 декабря 1955 года[1].